# Saint-Martin-lès-Langres
Saint-Martin-lès-Langres é uma comuna francesa na região administrativa de Grande Leste, no departamento de Haute-Marne. Estende-se por uma área de 3,64 km². Em 2010 a comuna tinha 110 habitantes (densidade: 30,2 hab./km²).